# Битка код Артаксате
Битка код Артаксате вођена је 68. године п. н. е. између армије Римске републике предвођене Лукулом и јерменске војске предвођене краљем Тиграном Великим. Део је Трећег митридатског рата, а завршена је победом Рима.

## Битка
У бици код Артаксате победу су однели Римљани. Међутим, краљ Тигран је успео побећи и наставио је пружати отпор. Због тога су у редовима римске војске избијали немири због незадовољства војника исцрпљених дуготрајним ратом. Војници су одбили даље напредовање, али су пристали бранити освојене положаје. Побуна је трајала док Лукула није сменио Помпеј.